# خلخال (اردبیل)

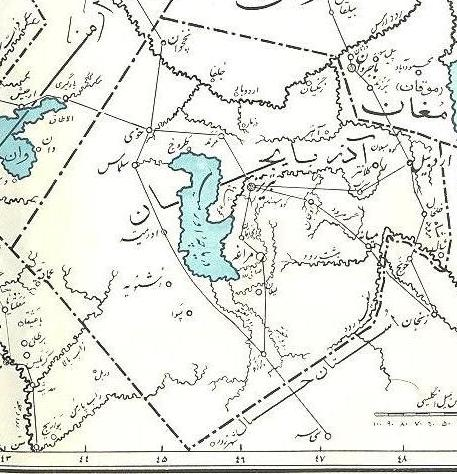
خلخال در استان آذربایجان در دوره خلفای عباسی

خَلخال، چهارمین شهر پرجمعیت استان اردبیل و مرکز شهرستان خلخال است.

## جمعیت
بر پایه سرشماری عمومی نفوس و مسکن در سال ۱۳۹۵ جمعیت این شهر ۳۹۳۰۴ نفر (در ۱۱۵۰۱ خانوار) بوده‌است.
بخشی از شهرستان طارم در دوره قاجار به دستور مکتوب شاه قاجار از خلخال جدا و به زنجان واگذار شد، همچنین بخش کاغذکنان در سال ۱۳۵۹ به دلیل نبودن پل بروی رودخانه قزل‌اوزن در مسیر ارتباطی این بخش با خلخال، از این شهرستان جدا و به شهرستان میانه واگذار شد. به این ترتیب هم از وسعت خلخال کاسته شد هم از جمعیت آن.

## وجه تسمیه و پیشینه تاریخی
در زمان آشوری‌ها به آن هَرهار می‌گفتند.

## زبان
زبان مردم شهر خلخال و اکثر روستاهای اطراف آن زبان ترکی آذربایجانی است. یکی از نسخ خطی کتابخانه مجلس شورای اسلامی که جزو میراث فرهنگی خلخال می باشد کتاب قاعده ی زبان تركي است که در سال ۱۲۸۹ هـ.ق  توسط عبدالعلي بن ميرزا فضلعلي خلخالي نوشته شده است.نسخه خطی مذکور در کتابخانه مجلس شورای اسلامی به شماره ی ثبت ۶۱۸۵۱/۸۲۵۶ محافظت می شود و آنرا " قواعد زبان ترکی " و در شناسنامه کتب خطی ، " دستور زبان ترکی " نامیده‌اند .
شماری از آبادی‌های شمال خلخال کُردنشین هستند و به لهجه کُردی کرمانجی سخن می‌گویند؛ در شماری از روستاهای بخش شاهرود اهالی به زبان تاتی صحبت می کنند. و بیش‌تر مردم شهرستان مسلمان و شیعه مذهب هستند؛ همچنین جمعیت قابل توجهی نیز در بخش خورش رستم پیرو مذهب اهل‌سنت هستند.

## صنایع دستی
فرش خلخال در گذشته رواج بسیاری داشته و از رونق افتاده، ولی در سال‌های اخیر کوشش برای احیای آن صورت گرفته‌است.

## جاده خلخال اسالم
در جاده اسالم برخی مکان‌ها در استان اردبیل و برخی در استان گیلان هستند، همانند: خرجگیل، شرشر، یالَ پیچ (پیچ بزرگ)، شوندَوْل، معدن، وَرگَه دَرَه، اسب هونی، مَتَش، لَرزَره، چَرَه سو، کرمان، گردنه الماس، مجره و خوجین. تلاش‌ها برای ثبت جاده اسالم در یونسکو به عنوان میراث جهانی ادامه دارد.

## جاذبه‌های طبیعی

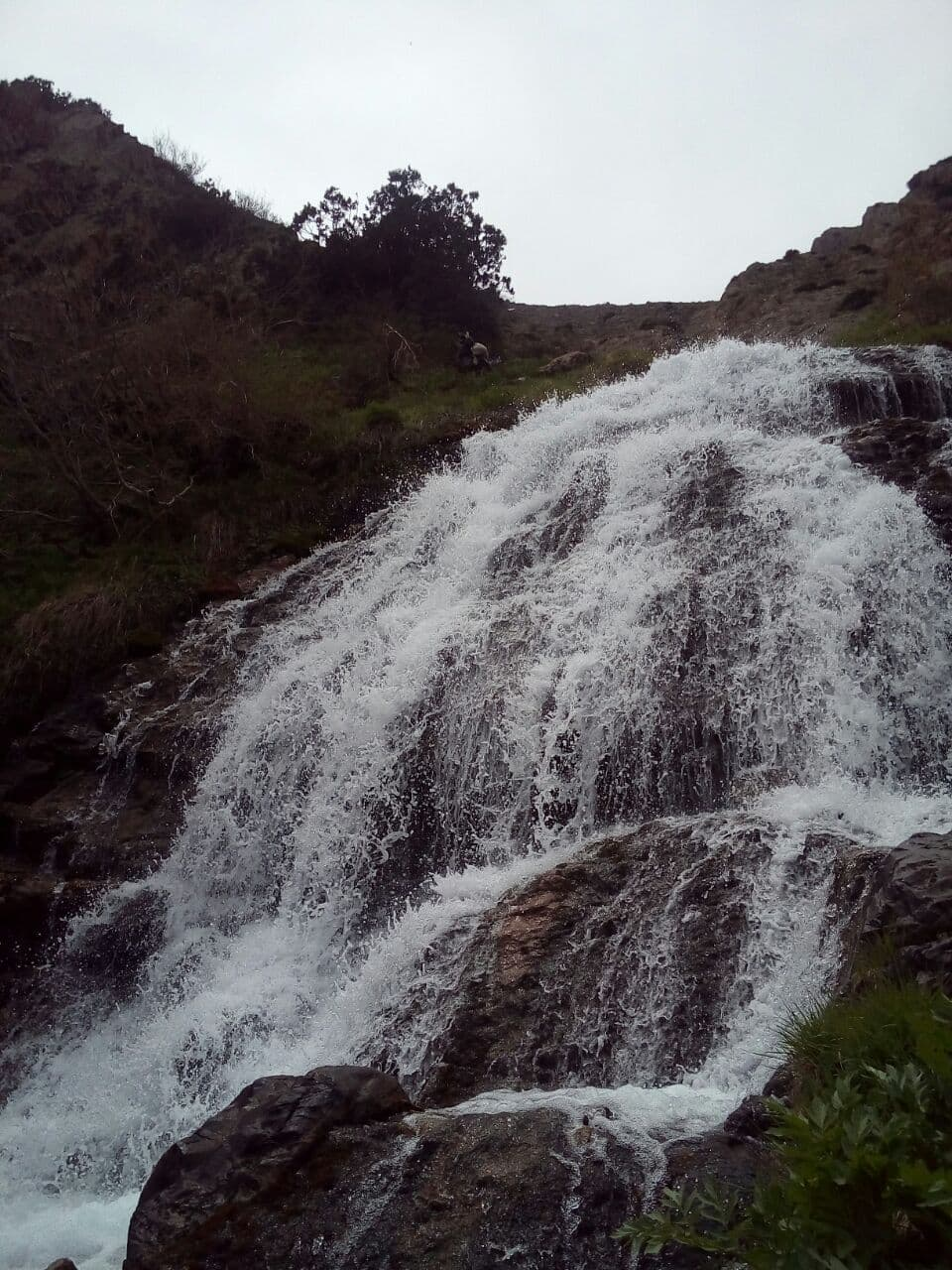
آبشار سبیه خانی روستای لرد

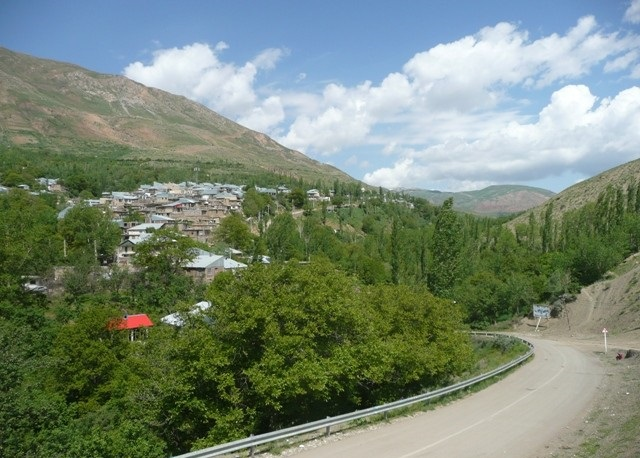
چشم‌انداز روستای گردشگری لرد در بخش شاهرود

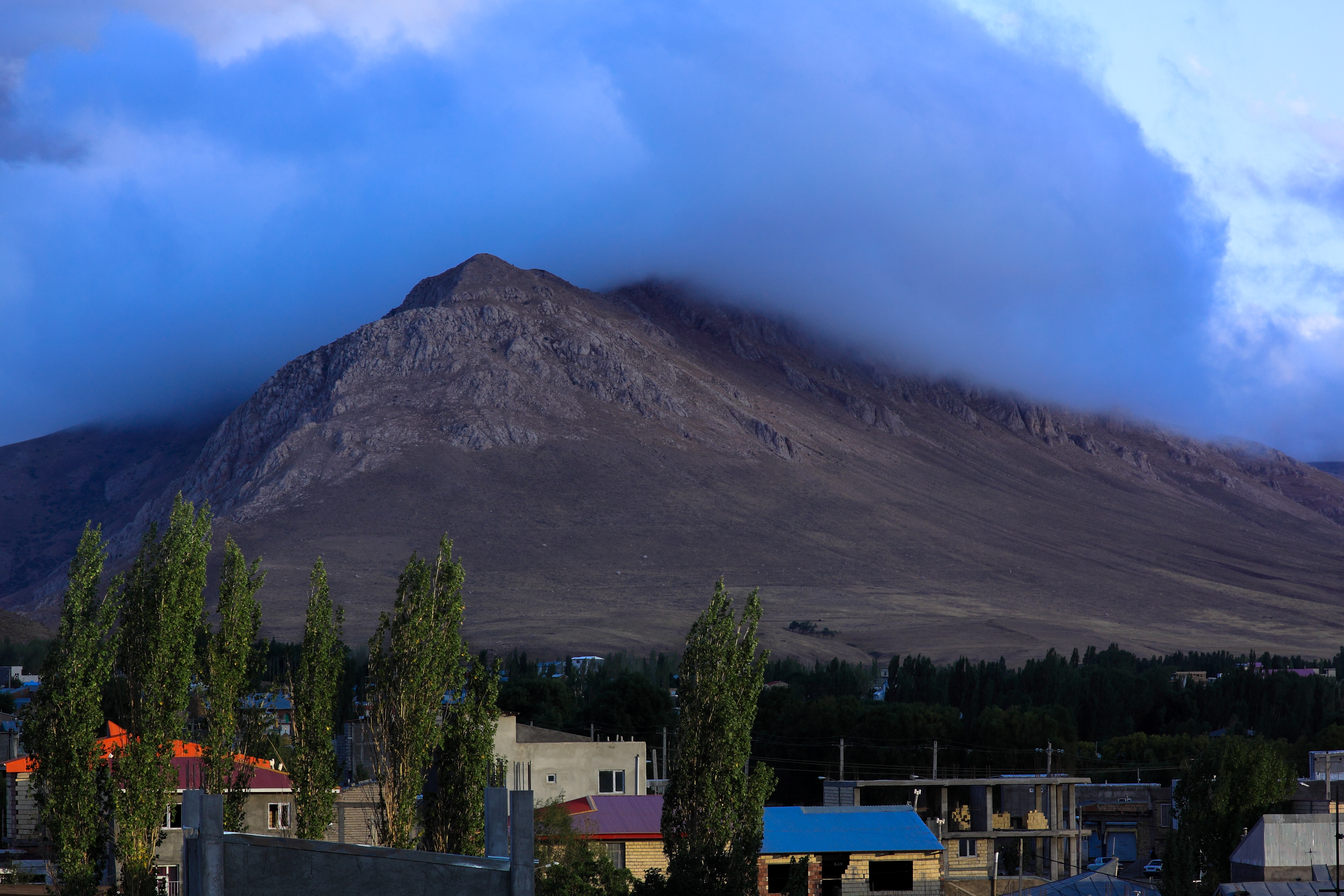
چشم‌اندازی از خلخال

- امامزاده دانیال بن موسی کاظم در روستای خانقاه سادات
- روستای گردشگری لرد با قدمتی چند هزار ساله و یکی از خوش آب و هواترین روستاهای شهر خلخال که در بخش شاهرود واقع است.[۱۲]
- آبشار آق‌بلاغ طولانی‌ترین چشمه آبشار ایران در لرد بخش شاهرود خلخال
- منطقه گردشگری ازناو
- آبشار نره گر
- کزج
- اندبیل
- قله آق داغ
- قله عجم
- موزه گنجینه خلخال شامل آثارباستانی مربوط به حفاری‌های منطقه خلخال و اردبیل
- غار کوخول عنبر در روستای لرد
- روستای برندق
- نمهیل
- منطقه حفاظت‌شده آق‌داغ در روستای لرد که دارای گونه‌های مختلف جانوری است
- رودخانه قزل‌اوزن در کنار نمهیل
- چشمه آب سرد میرعادل یا بیلدیر
- چشمه آب سرد ازناو در روستای خوجین
- آبشار نره‌گر
- بوزلو کوهول
- مسیر قدیم خلخال - گیلان
- ییلاق‌های سردول در روستای وهرآورد مربوط به طایفه‌های گوناگون از جمله ایل شاهسون
- طبیعت زیبای روستای آل‌هاشم
- فنا رود در روستای خوجین
- حاجت بولاغی (ائللر باغی)
- آبگرم روستای گرمخانه
- آب گرم روستای تیل
- کوه‌های روستای بلوکان
- روستای گیلوان با قدمت چند هزار ساله
- آبشار قاراقوش قایاسی واقع در کلی
- چشمه قیرخ بولاغ (چهل چشمه) واقع در روستای کلی

## سوغات خلخال
- نان‌های روغنی (نزیک - تل تل شیرمال- چای چورگی و …)[۱۳]
- عسل طبیعی خلخال که به لحاظ بکر بودن و کوهستانی بودن منطقه، یکی از غنی‌ترین و طبیعی‌ترین عسل‌های کشور می‌باشد و فراورده خاص عسل عبارتند از: شیرعسل، هویج عسل و پرتقال عسل
- شیرینی‌های محلی
- صنایع دستی همچون گلیم، جوراب‌های پشمی دست باف، شال، قالیچه و جاجیم خلخال
- انواع میوه‌ها که عبارتند از: (انواع سیب، گلابی، زرد آلو، هلو، انواع آلو، گیلاس، آلبالو، گردو، انگور، توت، خیار، کمبزه (خیرچا)، شاتوت، ریواس (اوشقون) و…

## جشنواره رغایب
جشن رغایب یا جشن آرزوها که در مناطق مختلف آذربایجان به «اولولر بایرامی» شهرت دارد که در خلخال و در شهرکلور به سبک و سیاق خاصی برگزار می‌شود.
اولین شب جمعه ماه رجب، لیله الرغایب یا به عبارتی «شب آرزوها» است که فضیلت بسیاری دارد و به منظور کسب هر چه بیشتر رحمت‌الهی و رسیدن به حوائج معنوی، اعمالی نیز برای آن ذکر شده‌است. یکی از بخش‌های اصلی جشن رغایب، برپایی بازارچه محلی است. در این بازارچه کسبه و بازاریان منطقه شاهرود، شهرهای مجاور و حتی استان‌های مجاور نیز حضور یافته و اجناس و کالاهای گلچین شده خود را عرضه می‌نمایند.
در این مراسم، زنان در چندین گروه دایره‌ای شکل به دور هم چرخیده و به‌طور متناوب و با ریتم خاصی دست‌های گرده کرده همدیگر را به بالا و پایین می‌برند. مشابه این مراسم در روز سیزده بدر نیز اجرا می‌شود.
مردان منطقه نیز در این روز بازی‌های خاص را اجرا می‌کنند، که از آن جمله بازی قیشه مزا یا همان قیش ووردی است. این بازی که حول یک دایره بزرگ و در محوطه‌ای وسیع به اجرا در می‌آید، توسط دو گروه اجرا می‌شود.

## اقلیم
شهر خلخال دارای سه رود جاری به نام‌های نورعلی چایی، قز باخان و هرو چایی است. آب هوای این شهر بسیار سرد و در بعضی از سال‌ها به ۴۰ درجه زیر صفر می‌رسد.

## محله‌های قدیمی شهر
- آشاقی‌کوچه
- قازان داش
- قاضی‌لر خیابان امام حسین طرفی
- یوخاری‌کوچه
- قلعه‌باشی
- روشن‌محله
- بازار
- حمزه آباد
- پوچ دیبی
- خرابه حصار
- ائیشنه کوچه
- چول دره
- گونئی

## مکان‌های مذهبی
- بقعه امامزاده محمد روستای گردشگری لرد
- امام زاده سید الیاس و سید هاشم روستای زاویه سادات
- امام زاده سید دانیال
- امام زاده قاضی‌لر
- امام زاده پیر سلیمان (زنجیرلی امامزادا)
- امام زاده روستای کالار
- مقبره سید محمد آقا
- امامزادگان الهاشم (روستای الشما)
- امام زادگان روستای خوجین
- امام زاده سید ابراهیم روستای خمس

## موزه خلخال

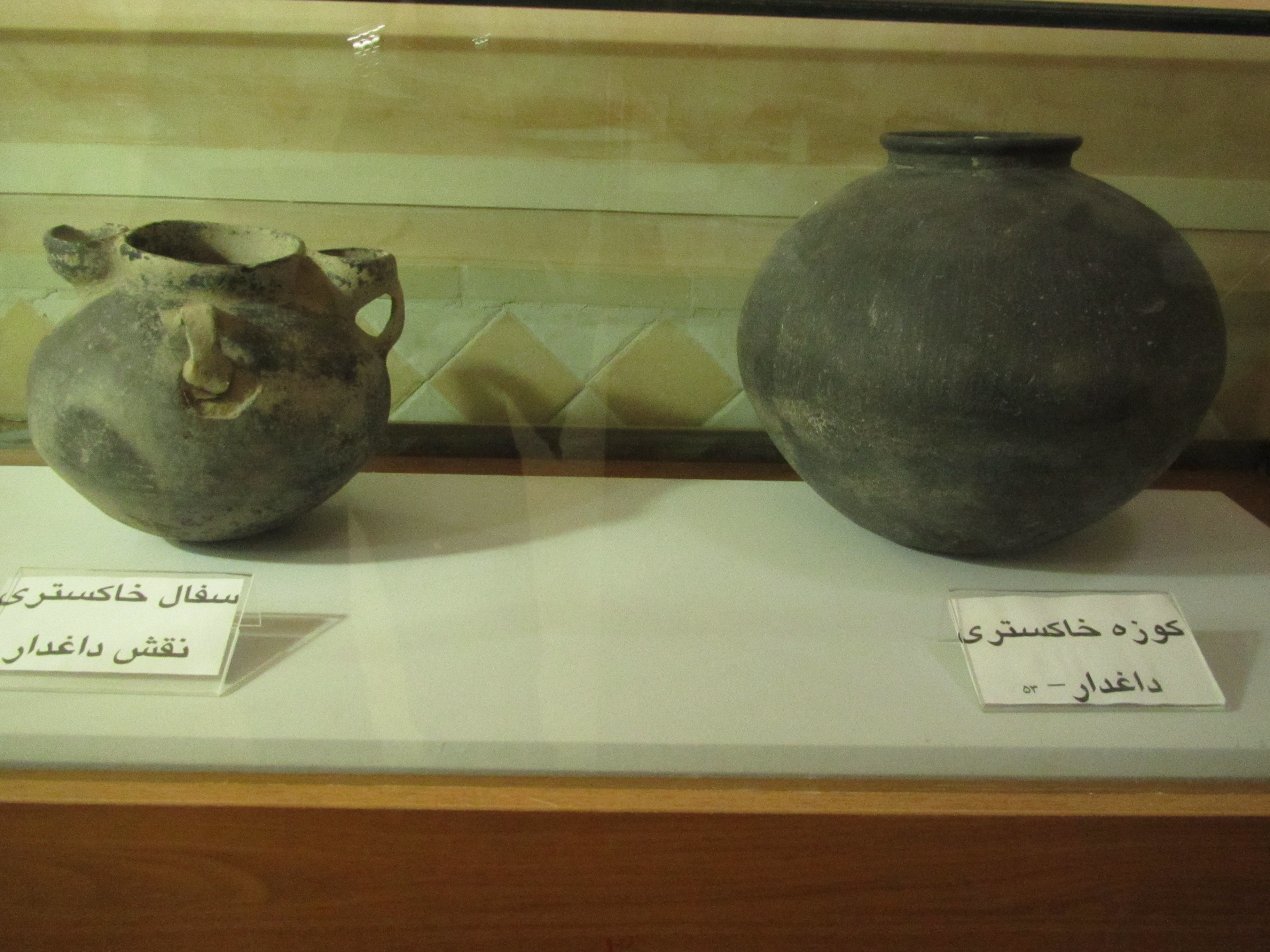
کوزه‌های موزه خلخال
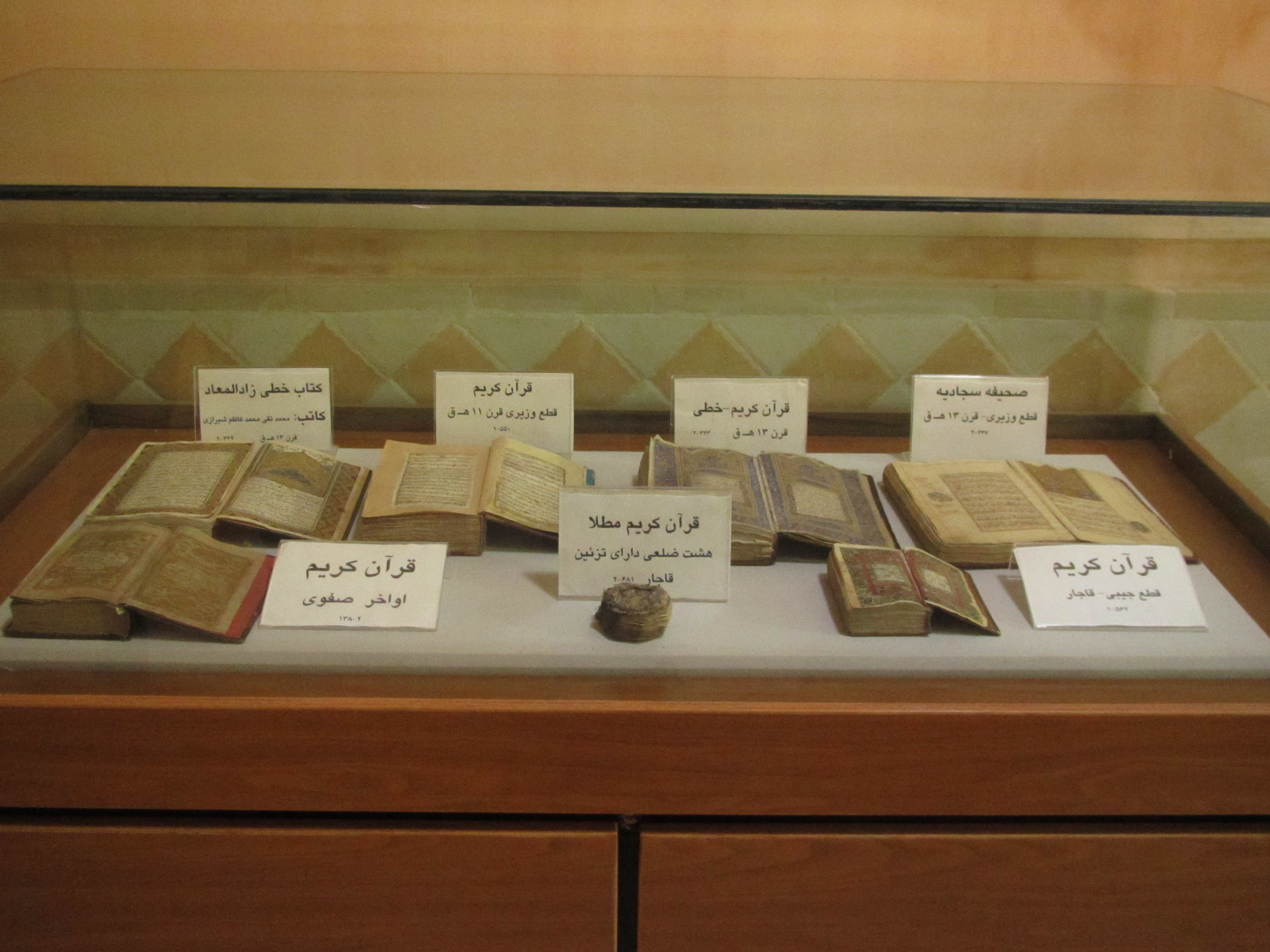
مجموعه‌ای از قرآن‌های خطی موزه خلخال
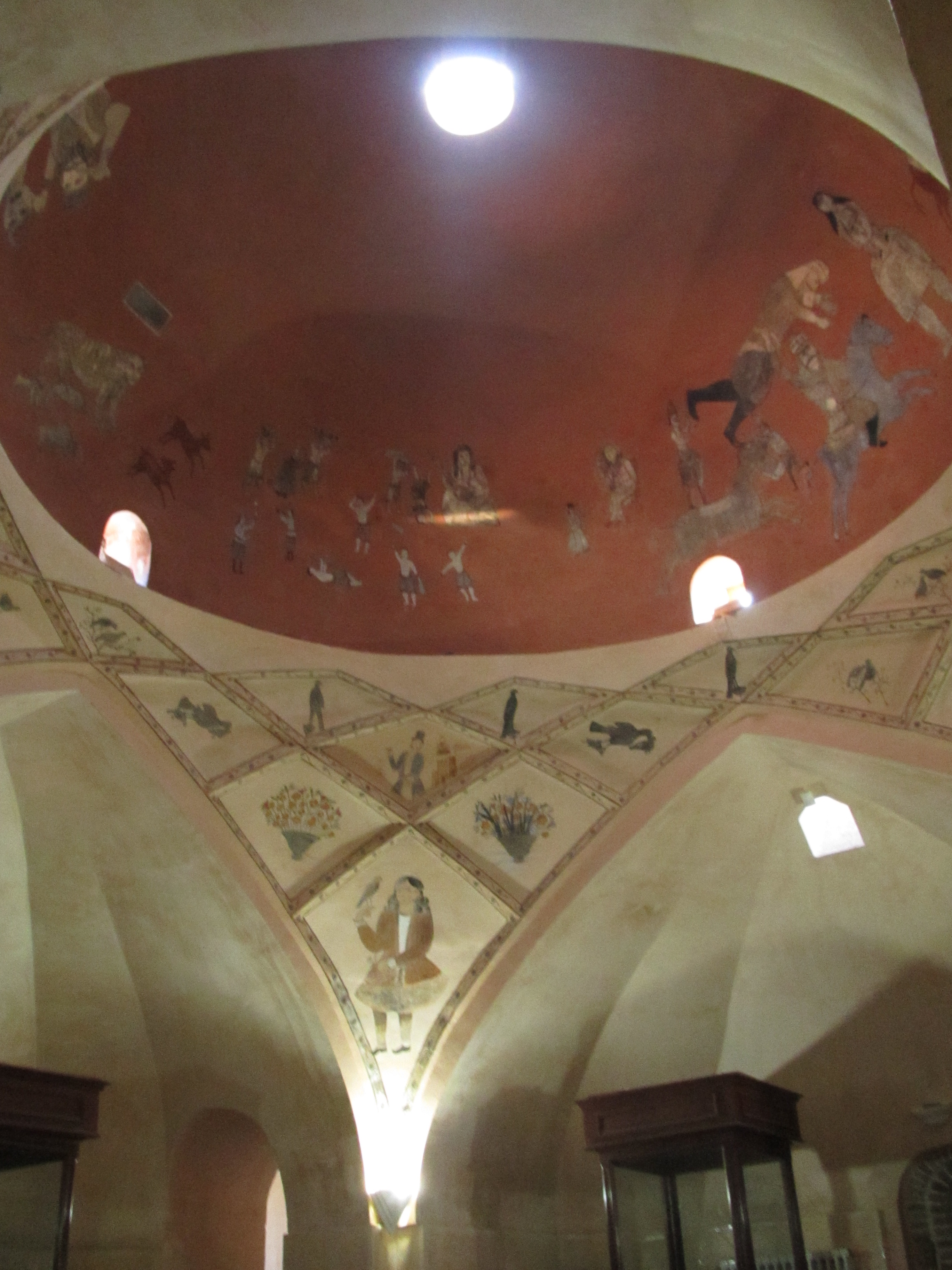
نمایی از سقف موزه خلخال